# Município de Trent (condado de Lenoir, Carolina do Norte)
Localização da Carolina do Norte nos E.U.A.
O município de Trent (em inglês: Trent Township) é um localização localizado no  condado de Lenoir no estado estadounidense da Carolina do Norte. No ano 2010 tinha uma população de 3.527 habitantes.

## Geografia
O município de Trent encontra-se localizado nas coordenadas 35° 08′ 22,59″ N, 77° 42′ 23,91″ O.